# 前线轨道理论
前线分子轨道理论（英語：Frontier molecular orbital theory）是分子轨道理论的一种具体应用，阐述HOMO/LUMO（最高占用分子轨道/最低未占分子轨道）对分子特性的影响。该理论最早是由福井謙一于1952年提出的。尽管在最初遭到了批评，但福井謙一因对反应机理的贡献，与羅德·霍夫曼分享了1981年的诺贝尔化学奖。福井謙一的主要贡献在前线分子轨道方面，特别是HOMO和LUMO对反应机理的影响。这些理论能够较好地解释分子轨道对称守恒原理的结论。

## 理论
福井谦一发现，通过HOMO/LUMO可以近似地判断出反应性。这一理论主要是基于双分子反应的分子轨道理论观察得出的三个条件：
1. 不同分子的占用轨道相互排斥。
2. 不同分子的相异电荷互相吸引。
3. 一个分子的占用轨道和另一个分子的未占轨道之间的作用导致相互吸引，尤其是HOMO和LUMO之间。

据此，前线轨道理论将两种反应物的反应性简化为HOMO和LUMO的判断。它能够解释分子軌道對稱守恆原理对热环化反应的预测，可将判断依据概括为：
|  | 若(4q+2)s和(4r)a总数为奇数，则周环反应的基态变化是对称允许的 |

(4q+2)s指芳香性、同面的电子体系数目；(4r)a指反芳香性、异面的电子体系数目。若两者之和为奇数，则反应在热力学上是可以进行的。

## 应用

### 环加成反应
环加成反应是一种同时形成至少两个新键的反应，反应中至少两个链分子加成到环上。这些反应中，典型的过渡态包含电子在连续的环中移动，即周环反应。可用分子軌道對稱守恆原理预测这些反应，因此也能用前线轨道理论进行估算。
顺丁烯二酸酐和环戊二烯之间的狄尔斯-阿德耳反应根据分子軌道對稱守恆原理是可以进行的，因为同面有六个电子移动、异面没有电子移动。(4q + 2)s为1，(4r)a为0，所以反应在热力学上可以进行。
前线轨道理论还发现，通过预测立体选择性，本反应是可以进行的，并且能得出更多结论，这是分子軌道對稱守恆原理没有交代的。本反应属于[4+2]反应，可以被简化视作丁二烯和乙烯的反应，丁二烯的HOMO和乙烯的LUMO都是反对称的，意味着反应可以进行。*
涉及顺丁烯二酸酐和环戊二烯反应的立体选择性问题，“内型”产物更容易得到，这一现象可以用前线轨道理论很好地解释。顺丁烯二酸酐具有吸电子效应，使亲二烯体电子缺陷，导致狄尔斯-阿尔德反应发生。如此，只有环戊二烯的HOMO和顺丁烯二酸酐的LUMO之间的反应才被允许。此外，尽管外型产物是异构体中热力学较稳定的一种，在内型产物过渡态中有次级（非键）轨道影响，降低它的能量，使反应更快地向内型产物转化，所以在动力学上更有利。外型产物仍然能产生，内型产物为主产物。
*注：乙烯的LUMO和丁二烯的HOMO都是对称的，它们之间的反应是可以进行的，属于反电子需求Diels-Alder反應。

### σ迁移反应
σ迁移反应是一种σ键在π共轭体系中移动的反应，伴随着π键的迁移。σ键的迁移可能是同面的或者异面的。以戊二烯的[1,5]迁移为例，若发生同面迁移，有6 e−电子同面移动，异面没有电子移动，意味着反应是分子軌道對稱守恆原理允许的。异面迁移则反应不被允许。
这部分结论同样可用前线轨道理论的HOMO和LUMO加以解释。要运用前线轨道理论，这反应要从两个方面考虑：(1)反应是否可以进行，(2)反应通过何种机理进行。以戊二烯的[1,5]迁移为例，可以观察到σ键的HOMO和丁二烯剩下四个碳原子上的LUMO。假设反应在同面发生，丁二烯四个碳原子上的HOMO迁移后不会出现在产物的σ键上。π体系从LUMO转换为HOMO，所以这个反应是可以进行的（若从LUMO到LUMO则无法进行）。
关于反应在同面发生的解释，首先要注意到终端轨道处在同一态。如σ键在迁移后形成，则反应必须在同面发生。异面反应会形成反键轨道，不会有σ迁移。
值得一提的是，丙烯的迁移是异面的，但因为分子很小，无法扭转，反应不能进行。

### 电环化反应
电环化反应是一种有一个π键断裂，一个σ键形成而成环的周环反应。这类反应可以通过顺旋或者对旋机理进行。在环丁烯的顺旋开环过程中，两个电子在π键同面移动，另外两个电子在σ键异面移动。这意味着存在一个4q + 2同面体系，无4r异面体系，因此对旋过程在热力学上是被分子軌道對稱守恆原理允许的。
σ键的HOMO和π键的LUMO在分子轨道理论中占有重要地位。如果开环是经对旋过程，则反应产物出现丁二烯的HOMO。和σ遷移反應的离子相同，π体系从LUMO转化为HOMO，反应是可以进行的。